# Oncideres humeralis
Oncideres humeralis là một loài bọ cánh cứng trong họ Cerambycidae.